# Monsieur Doumani
Monsieur Doumani è un gruppo musicale cipriota, costituito da tre membri e formatosi a Nicosia nel 2011.

## Formazione e background musicale
Il gruppo musicale è formato da Antonis Antoniou – che è il membro fondatore del gruppo Trio Tekke-, al tzouras, Angelos Ionas alla chitarra e Demetris Yiasemidis ai fiati. Anche se ciascun membro proviene da un diverso background musicale, tutti e tre i musicisti mostrano di avere chiare influenze dalla tradizione musicale cipriota a vari livelli. 
Il gruppo si concentra nel mettere in evidenza il carattere unico della musica tradizionale cipriota, arricchendo le canzoni tradizionali con variazioni nella melodia, nel ritmo e con originali trovate sonore che donano al gruppo un particolare stile musicale. 
Il gruppo abbina nella sua musica l'elemento tradizionale a generi musicali più moderni. Inoltre, il suo repertorio comprende composizioni originali in dialetto Cipriota, che prendono ispirazione dalla società cipriota contemporanea, come ad esempio la recente crisi finanziaria che ha colpito l'isola ed il sistema politico corrotto del paese.

## Debutto discografico
Il primo disco (EP), è uscito a tiratura limitata nel 2012, con il titolo Cyfolk e contiene il remake di 8 canzoni popolari cipriote.

## Disco Grippy Grappa
Nel maggio del 2013, il gruppo musicale Monsieur Doumani ha presentato il primo album completo dal titolo Grippy Grappa, distribuito dalla casa discografica inglese Proper Music Distribution. L'album è stato inciso a Nicosia ed è costituito essenzialmente da remake di note canzoni popolari cipriote.

## Riconoscimenti e Premi internazionali
Il disco Grippy Grappa ha avuto uno straordinario successo di critica internazionale e dei Mass Media, come ad esempio il giornale inglese The Guardian, la rivista francese Les Inrockuptibles e la pubblicazione periodica di musica fRoots. L'album è entrato nella lista dei migliori album a livello internazionale, per il 95ο numero del periodico musicale Songlines ed è stato proclamato 12º miglior disco dal World Music Network nell'agosto 2013. Inoltre, il video clip di una delle canzoni dell'album intitolato ‘Out-of-touch guy’ ha raggiunto il quarto posto nella lista dei migliori video del World Music Network nel novembre 2013.
L'album è stato presentato in trasmissioni radiofoniche di tutto il mondo, come ad esempio dalla BBC, radio RootsWorld, PBS 106.7FM di Melbourne, il KDVS della California, Radio France e altre.
Nell'agosto 2012, il gruppo Monsieur Doumani ha rappresentato Cipro nel noto festival internazionale Ferrara Buskers Festival in Italia ed è arrivato al terzo posto, come migliore gruppo del festival.

## Membri
- Antonis Antoniou - tzouras, voce (2011–in attività)
- Demetris Yiasemides - fiati, voce (2011–in attività)
- Andys Skordis - chitarra (2016–in attività)
- Angelos Ionas - chitarra, voce (2011–2019)

## Discografia
- Cyfolk (2012, Monsieur Doumani Records, Nicosia)
- Grippy Grappa (2013, Monsieur Doumani Records/Proper)